# Hypotacha
Hypotacha là một chi bướm đêm thuộc họ Erebidae.

## Các loài
- Hypotacha bubo Berio, 1941
- Hypotacha fiorii Berio, 1943
- Hypotacha indecisa Walker, 1857 (đồng nghĩa: Hypotacha sabulosa Swinhoe, 1884)
- Hypotacha isthmigera Wiltshire, 1968
- Hypotacha nigristria Hampson, 1902
- Hypotacha ochribasalis Hampson, 1896
- Hypotacha raffaldi Berio, 1939
- Hypotacha retracta Hampson, 1902